# Dallas Stars
Dallas Stars är en amerikansk ishockeyorganisation vars lag är baserat i Dallas i Texas och har varit medlemsorganisation i National Hockey League (NHL) sedan 1993. De har dock sitt ursprung från när Minnesota North Stars anslöt sig till NHL den 9 februari 1966 och började spela från och med säsongen 1967–1968. North Stars spelade i Minnesota fram tills den 10 mars 1993 när medlemsorganisationen flyttade till Texas för att vara Dallas Stars på grund av ekonomiska problem och att ägaren Norman Green råkade ut för personliga problem i Minnesota. Hemmaarenan är American Airlines Center och den invigdes 2001. Laget spelar i Central Division tillsammans med Chicago Blackhawks, Colorado Avalanche, Minnesota Wild, Nashville Predators, St. Louis Blues, Utah Mammoth och Winnipeg Jets.
Stars har vunnit Stanley Cup en gång och det var för säsongen 1998–1999. Laget har haft en del namnkunniga spelare genom åren som Mike Modano, Brett Hull, Ed Belfour, Bill Guerin, Joe Nieuwendyk, Sergej Zubov, Marty Turco, Derian Hatcher, Jere Lehtinen, Pierre Turgeon, Jason Arnott, Pat Verbeek och Andy Moog.

## Historik
Stars grundades inför National Hockey League 1993/1994 då det tidigare laget Minnesota North Stars lade ner och flyttades till Dallas. Säsongen 1999 vann Stars sin första och hittills enda Stanley Cup-seger, när de besegrade Buffalo Sabres i den tredje övertidsperioden. Brett Hull gjorde det avgörande målet på Dominik Hasek. I och med denna Stanley-Cup blev Derian Hatcher den förste icke-kanadensare och den förste amerikanen att få lyfta pokalen först som lagkapten. Säsongen 2000 var Stars i final igen, men blev besegrade av New Jersey Devils. 2001-02 flyttade laget från gamla Reunion Arena till American Airlines Center. 
Inför säsongen 2006 blev Brenden Morrow utvald till lagkapten. Mike Modano blev historisk säsongen 2007-08, när han med två gjorda mål blev den amerikanskfödde spelare som gjort mest poäng i NHL någonsin. Ett rekord som tidigare hölls av Phil Housley.

### Stanley Cup-slutspel

#### 1990-talet
- 1994 – Förlorade i andra ronden mot Vancouver Canucks med 1–4 i matcher.
- 1998 – Förlorade i tredje ronden mot Detroit Red Wings med 2–4 i matcher.
- 1999 – Vann i finalen mot Buffalo Sabres med 4–2 i matcher.
  - Ed Belfour, Guy Carbonneau, Shawn Chambers, Derian Hatcher (C), Benoît Hogue, Tony Hrkac, Brett Hull, Mike Keane, Jamie Langenbrunner, Jere Lehtinen, Doug Lidster, Craig Ludwig, Brad Lukowich, Grant Marshall, Richard Matvichuk, Mike Modano, Joe Nieuwendyk, Derek Plante, Dave Reid, Brent Severyn, Jon Sim, Brian Skrudland, Blake Sloan, Darryl Sydor, Roman Turek, Pat Verbeek & Sergej Zubov – Ken Hitchcock.

#### 2000-talet
- 2000 – Förlorade i finalen mot New Jersey Devils med 2–4 i matcher.
- 2009 – Missade slutspel.

#### 2010-talet
- 2010 – Missade slutspel.
- 2019 – Förlorade i andra ronden mot St. Louis Blues med 3–4 i matcher.

#### 2020-talet
- 2020 – Förlorade finalen mot Tampa Bay Lightning med 2–4 i matcher.
- 2025 – Förlorade i tredje ronden mot Edmonton Oilers med 1–4 i matcher.

Spelare med kursiv stil fick inte sina namn ingraverade på Stanley Cup-pokalen.

## Nuvarande spelartrupp

### Spelartruppen 2025/2026
Senast uppdaterad: 9 augusti 2025.

Alla spelare som har kontrakt med Dallas Stars och har spelat för dem under aktuell säsong listas i spelartruppen. Spelarnas löner är i amerikanska dollar och är vad de skulle få ut om de vore i NHL-truppen under hela grundserien (oktober–april). Löner i kursiv stil är ej bekräftade.
| Målvakter                                                                                     | Målvakter | Målvakter              | Målvakter              | Målvakter   | Målvakter | Målvakter | Målvakter      | Målvakter                  | Målvakter | Målvakter |
| Nr                                                                                            |           | Namn                   | Namn                   | Lön 25/26   |           | Kontrakt  | Kom till laget | Kom ifrån                  |           |           |
| --------------------------------------------------------------------------------------------- | --------- | ---------------------- | ---------------------- | ----------- | --------- | --------- | -------------- | -------------------------- | --------- | --------- |
| 1                                                                                             | USA       | Casey DeSmith          | Casey DeSmith          | $1 000 000  | [ 10 ]    | 2027      | 2023           | Pittsburgh Penguins        |           |           |
| 29                                                                                            | USA       | Jake Oettinger         | Jake Oettinger         | $10 000 000 | [ 11 ]    | 2033      | 2021           | Texas Stars                |           |           |
| 31                                                                                            | Kanada    | Rémi Poirier           | Rémi Poirier           | $775 000    | [ 12 ]    | 2027      | 2025           | Olympiques de Gatineau     |           |           |
| 32                                                                                            | USA       | Benjamin Kraws         | Benjamin Kraws         | $775 000    | [ 13 ]    | 2026      | 2024           | St. Lawrence Saints        |           |           |
| 70                                                                                            | Tyskland  | Arno Tiefensee         | Arno Tiefensee         | $850 000    | [ 14 ]    | 2027      | 2025           | Adler Mannheim             |           |           |
| Backar                                                                                        |           |                        |                        |             |           |           |                |                            |           |           |
| Nr                                                                                            |           | Namn                   | Namn                   | Lön 25/26   |           | Kontrakt  | Kom till laget | Kom ifrån                  |           |           |
| 4                                                                                             | Finland   | Miro Heiskanen         | Miro Heiskanen         | $11 000 000 | [ 15 ]    | 2029      | 2018           | HIFK Hockey                |           |           |
| 5                                                                                             | Sverige   | Nils Lundkvist         | Nils Lundkvist         | $1 250 000  | [ 16 ]    | 2026      | 2022           | Hartford Wolf Pack         |           |           |
| 6                                                                                             | Schweiz   | Lian Bichsel           | Lian Bichsel           | $950 000    | [ 17 ]    | 2027      | 2024           | Texas Stars                |           |           |
| 20                                                                                            | Kanada    | Kyle Capobianco        | Kyle Capobianco        | $775 000    | [ 18 ]    | 2026      | 2025           | Texas Stars                |           |           |
| 23                                                                                            | Finland   | Esa Lindell            | Esa Lindell            | $6 500 000  | [ 19 ]    | 2030      | 2016           | Texas Stars                |           |           |
| 28                                                                                            | Kanada    | Alex Petrovic          | Alex Petrovic          | $775 000    | [ 20 ]    | 2026      | 2024           | Texas Stars                |           |           |
| 35                                                                                            | Kanada    | Connor Punnett         | Connor Punnett         | $870 000    | [ 21 ]    | 2027      | 2024           | Oshawa Generals            |           |           |
| 36                                                                                            | USA       | Luke Krys              | Luke Krys              | $870 000    | [ 22 ]    | 2026      | 2024           | Providence Friars          |           |           |
| 38                                                                                            | Kanada    | Christian Kyrou        | Christian Kyrou        | $870 000    | [ 23 ]    | 2026      | 2023           | Sarnia Sting               |           |           |
| 42                                                                                            | Kanada    | Tristan Bertucci       | Tristan Bertucci       | $870 000    | [ 24 ]    | 2028      | 2024           | Flint Firebirds            |           |           |
| 46                                                                                            | Ryssland  | Ilja Ljubusjkin        | Ilja Ljubusjkin        | $3 350 000  | [ 25 ]    | 2027      | 2024           | Toronto Maple Leafs        |           |           |
| 55                                                                                            | USA       | Thomas Harley          | Thomas Harley          | $4 500 000  | [ 26 ]    | 2026      | 2023           | Texas Stars                |           |           |
| 74                                                                                            | Kanada    | Gavin White            | Gavin White            | $832 500    | [ 27 ]    | 2026      | 2023           | Peterborough Petes         |           |           |
| --                                                                                            | Belarus   | Uladzislaŭ Kaljatjonak | Uladzislaŭ Kaljatjonak | $775 000    | [ 28 ]    | 2026      | 2025           | Pittsburgh Penguins        |           |           |
| --                                                                                            | Kanada    | Trey Taylor            | Trey Taylor            | $975 000    | [ 29 ]    | 2027      | 2025           | Clarkson Golden Knights    |           |           |
| Forwards                                                                                      |           |                        |                        |             |           |           |                |                            |           |           |
| Nr                                                                                            |           | Namn                   | Pos                    | Lön 25/26   |           | Kontrakt  | Kom till laget | Kom ifrån                  |           |           |
| 10                                                                                            | Sverige   | Oskar Bäck             | C/HF                   | $800 000    | [ 30 ]    | 2027      | 2021           | Färjestad BK               |           |           |
| 12                                                                                            | Finland   | Arttu Hyry             | HF/C                   | $870 000    | [ 31 ]    | 2026      | 2025           | Texas Stars                |           |           |
| 14                                                                                            | Kanada    | Jamie Benn − C         | VF/C                   | $1 000 000  | [ 32 ]    | 2026      | 2009           | Kelowna Rockets            |           |           |
| 15                                                                                            | USA       | Colin Blackwell        | C/HF                   | $775 000    | [ 33 ]    | 2027      | 2024           | Chicago Blackhawks         |           |           |
| 17                                                                                            | Kanada    | Kole Lind              | HF                     | $775 000    | [ 34 ]    | 2026      | 2024           | Coachella Valley Firebirds |           |           |
| 18                                                                                            | Kanada    | Sam Steel              | C/VF                   | $2 300 000  | [ 35 ]    | 2027      | 2023           | Minnesota Wild             |           |           |
| 21                                                                                            | USA       | Jason Robertson        | VF/HF                  | $9 300 000  | [ 36 ]    | 2026      | 2020           | Texas Stars                |           |           |
| 22                                                                                            | Kanada    | Mavrik Bourque         | C                      | $950 000    | [ 37 ]    | 2026      | 2024           | Texas Stars                |           |           |
| 24                                                                                            | Finland   | Roope Hintz            | C/VF                   | $10 000 000 | [ 38 ]    | 2031      | 2018           | Texas Stars                |           |           |
| 34                                                                                            | Kanada    | Cameron Hughes         | C/VF                   | $775 000    | [ 39 ]    | 2027      | 2024           | Coachella Valley Firebirds |           |           |
| 39                                                                                            | Finland   | Emil Hemming           | HF                     | $975 000    | [ 40 ]    | 2028      | 2024           | HC TPS                     |           |           |
| 40                                                                                            | Kanada    | Kyle McDonald          | HF                     | $870 000    | [ 41 ]    | 2026      | 2023           | North Bay Battalion        |           |           |
| 43                                                                                            | USA       | Matthew Seminoff       | HF                     | $850 000    | [ 42 ]    | 2026      | 2023           | Texas Stars                |           |           |
| 46                                                                                            | Kanada    | Angus MacDonell        | C                      | $860 000    | [ 43 ]    | 2028      | 2025           | Brampton Steelheads        |           |           |
| 48                                                                                            | Kanada    | Chase Wheatcroft       | VF                     | $847 500    | [ 44 ]    | 2026      | 2023           | Prince George Cougars      |           |           |
| 49                                                                                            | Kanada    | Justin Hryckowian      | C/VF                   | $870 000    | [ 45 ]    | 2026      | 2024           | Texas Stars                |           |           |
| 53                                                                                            | Kanada    | Wyatt Johnston         | C                      | $8 400 000  | [ 46 ]    | 2030      | 2022           | Windsor Spitfires          |           |           |
| 54                                                                                            | Kanada    | Francesco Arcuri       | C                      | $775 000    | [ 47 ]    | 2026      | 2023           | Kitchener Rangers          |           |           |
| 62                                                                                            | Kanada    | Justin Ertel           | VF                     | $867 500    | [ 48 ]    | 2027      | 2024           | North Bay Battalion        |           |           |
| 65                                                                                            | Kanada    | Ayrton Martino         | VF                     | $867 500    | [ 49 ]    | 2027      | 2025           | Clarkson Golden Knights    |           |           |
| 71                                                                                            | USA       | Antonio Stranges       | C/VF                   | $775 000    | [ 50 ]    | 2026      | 2022           | London Knights             |           |           |
| 91                                                                                            | Kanada    | Tyler Seguin − A       | C/HF                   | $7 100 000  | [ 51 ]    | 2027      | 2013           | Boston Bruins              |           |           |
| 95                                                                                            | Kanada    | Matt Duchene           | HF/C                   | $6 000 000  | [ 52 ]    | 2029      | 2023           | Nashville Predators        |           |           |
| 96                                                                                            | Finland   | Mikko Rantanen         | YF/C                   | $15 000 000 | [ 53 ]    | 2033      | 2025           | Carolina Hurricanes        |           |           |
| --                                                                                            | Kanada    | Nathan Bastian         | HF/C                   | $775 000    | [ 54 ]    | 2026      | 2025           | New Jersey Devils          |           |           |
| --                                                                                            | Tjeckien  | Radek Faksa            | C                      | $2 000 000  | [ 55 ]    | 2028      | 2025           | St. Louis Blues            |           |           |
| --                                                                                            | USA       | Harrison Scott         | VF                     | $975 000    | [ 56 ]    | 2026      | 2025           | Maine Black Bears          |           |           |
| Positioner: C – HF – VF – YF \| C = Lagkapten; A = Assisterande lagkapten \| = Långtidsskadad |           |                        |                        |             |           |           |                |                            |           |           |

#### Spelargalleri

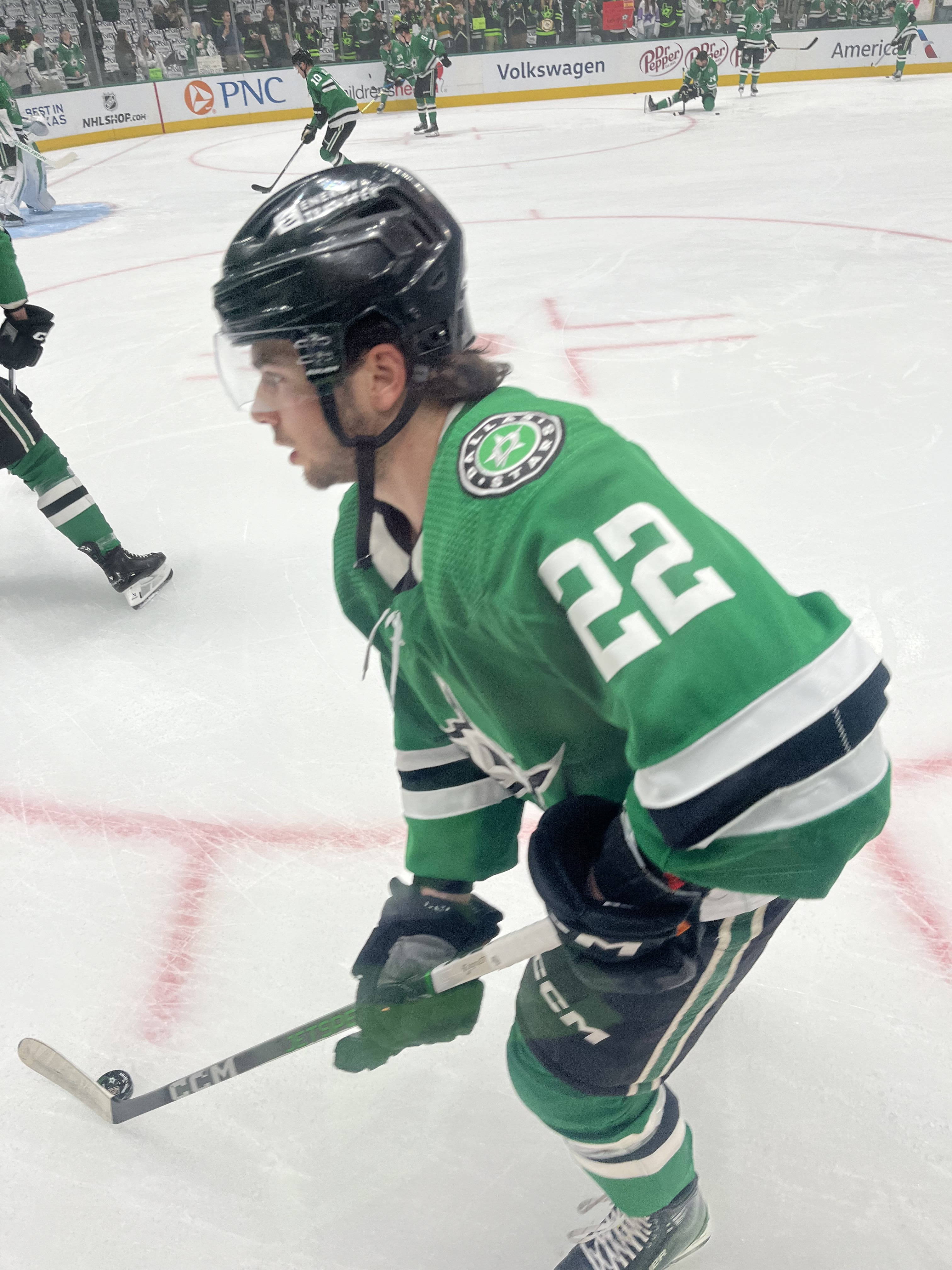
Mavrik Bourque
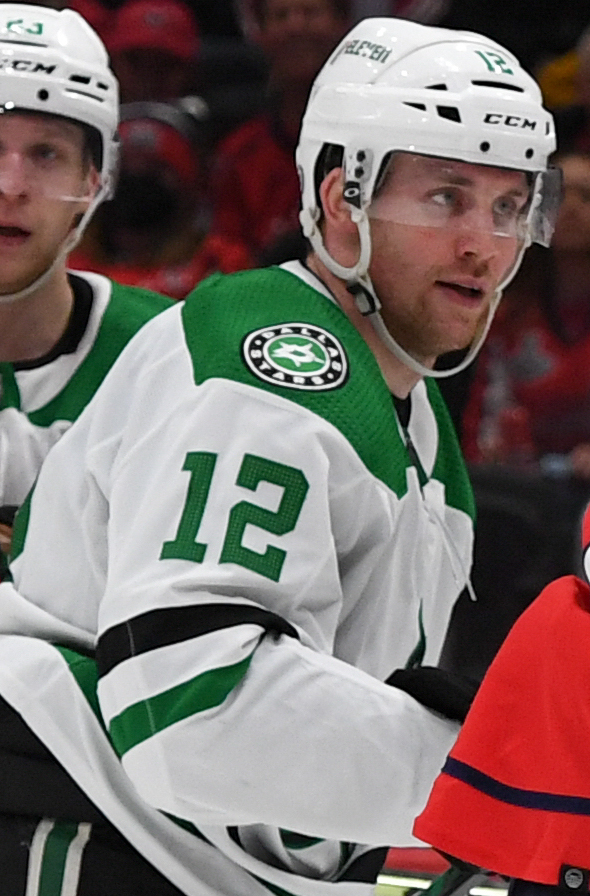
Radek Faksa
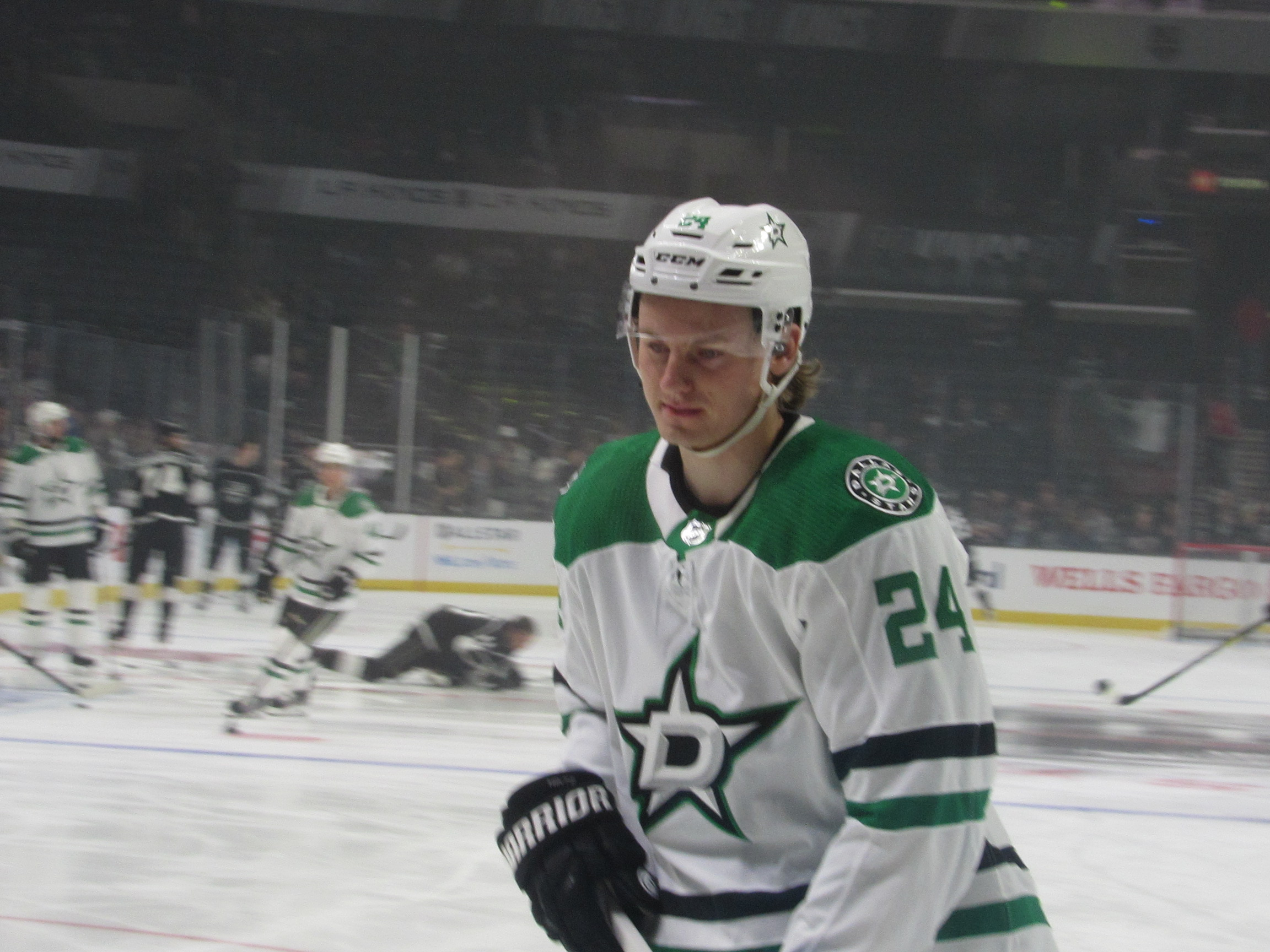
Roope Hintz
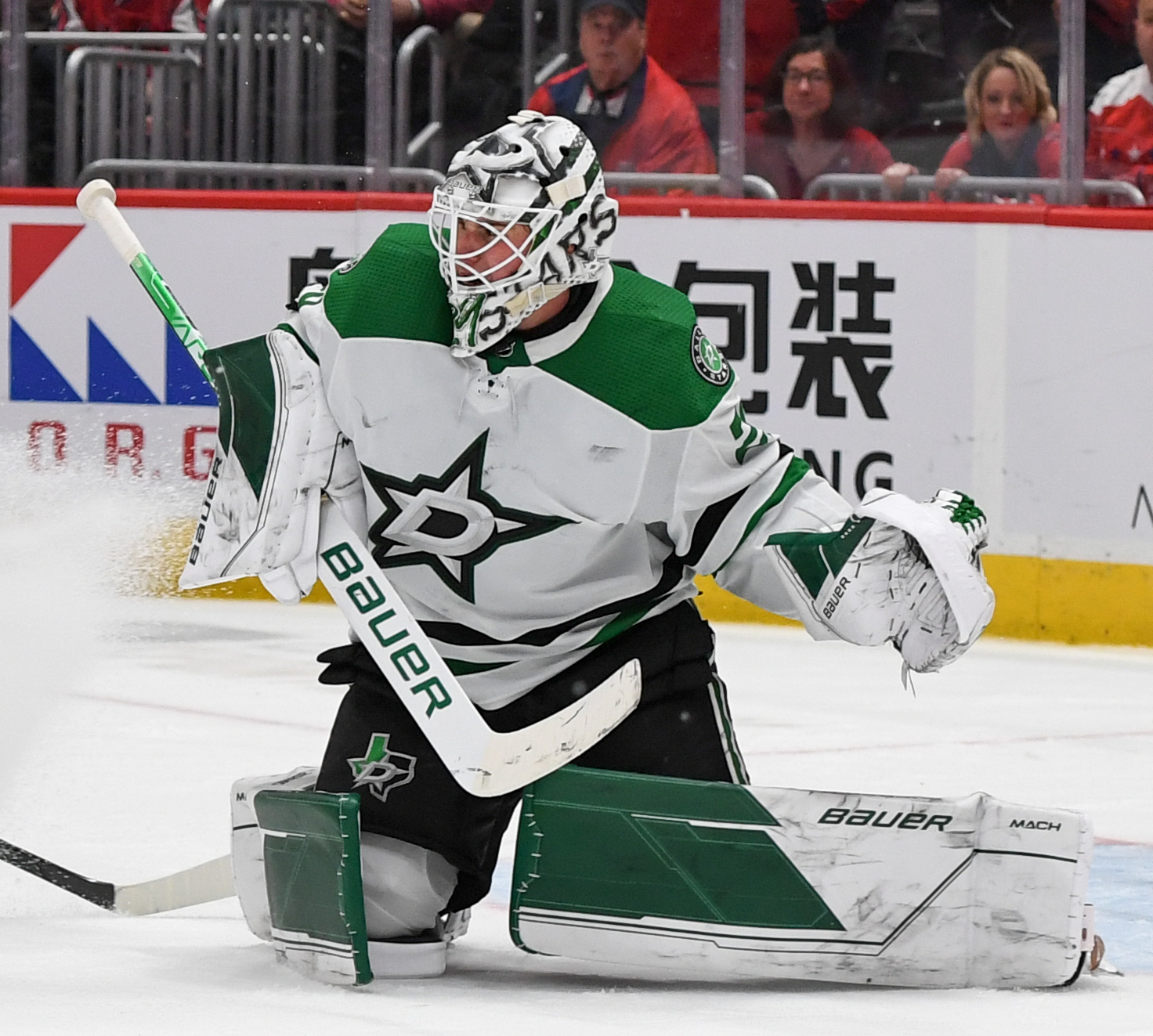
Jake Oettinger
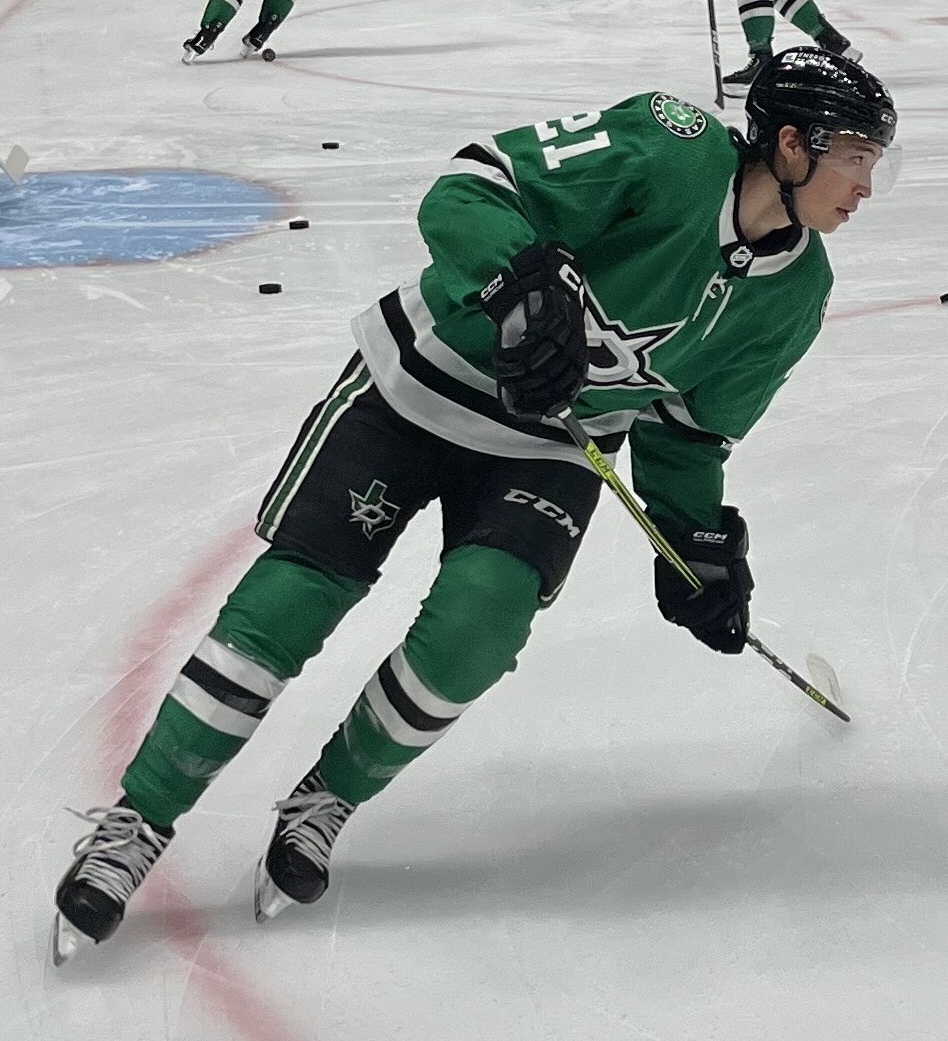
Jason Robertson
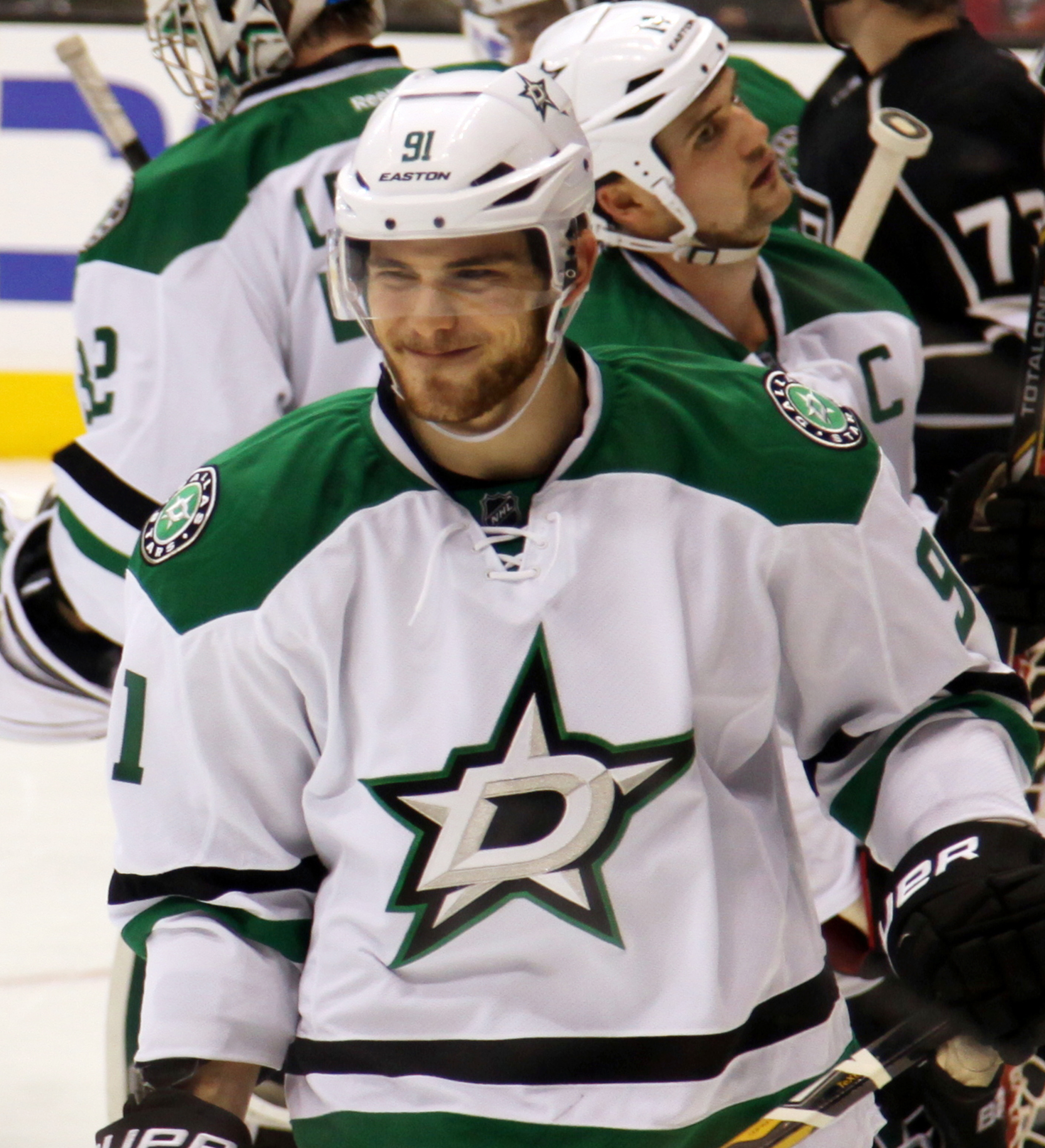
Tyler Seguin

## Staben

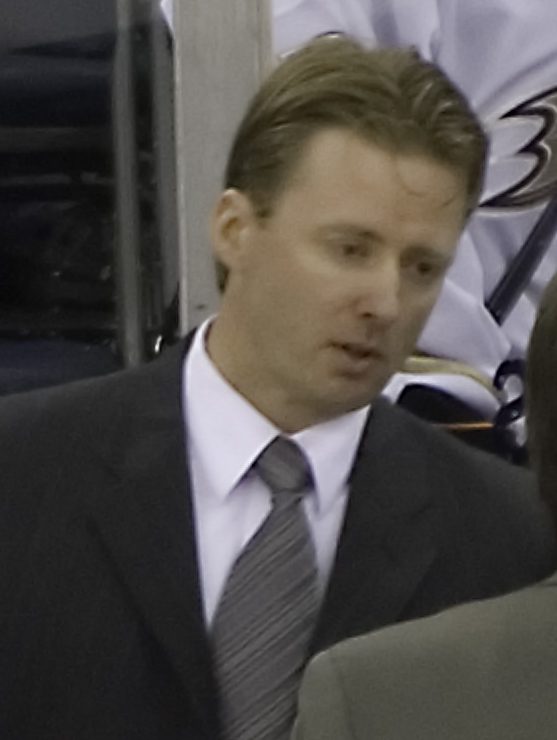
Glen Gulutzan, 2007.

Uppdaterat: 2 juli 2025
| Yrkestitel                           | Namn                |
| ------------------------------------ | ------------------- |
| General manager                      | Jim Nill            |
| Assisterande general manager         | Scott White         |
| Chef för spelarpersonalen            | Rich Peverley       |
| Chef för europeiska spelarpersonalen | Rickard Öqvist      |
| Tränare                              | Glen Gulutzan       |
| Assisterande tränare                 | Misha Donskov       |
|                                      | Steve Spott         |
|                                      | Alain Nasreddine    |
| Målvaktstränare                      | Jeff Reese          |
| Videotränare                         | Patrick Dolan       |
| Assisterande videotränare            | Chris Demczuk       |
| Tekniktränare                        | Stanislav Tugolukov |
| Skridskotränare                      | Luke Chilcott       |

## Utmärkelser
För pensionerade nummer, HoF, troféer, GM, coacher och lagkaptener för Minnesota North Stars, se Minnesota North Stars.

### Pensionerade nummer
Stars har pensionerat två spelarnummer och samtidigt fortsatt att hedrat North Stars beslut att pensionera Bill Goldsworthys och Bill Mastertons spelarnummer. NHL själva har pensionerat ett spelarnummer så att ingen annan spelare får någonsin bära den igen i ligan.
| - #7 Neal Broten, 1981–1995 - #8 Bill Goldsworthy, 1967–1977 - #9 Mike Modano, 1989–2010 | - #19 Bill Masterton, 1967–1968 - #99 Wayne Gretzky, (NHL) |

### Hall of Famers

#### Spelare
| - Brett Hull (Invald 2009) - Spelade i Stars mellan 1998 och 2001. - Ed Belfour (Invald 2011) - Spelade i Stars mellan 1997 och 2002. - Joe Nieuwendyk (Invald 2011) - Spelade i Stars mellan 1995 och 2002. | - Mike Modano (Invald 2014) - Spelade i Stars mellan 1989 och 2010. - Eric Lindros (Invald 2016) - Spelade i Stars mellan 2006 och 2007. - Sergej Makarov (Invald 2016) - Spelade i Stars 1996. |

### Troféer

#### Lag
| Stanley Cup (1) - 1998–1999 Presidents' Trophy (2) - 1997–1998, 1998–1999 Clarence S. Campbell Bowl (2) - 1998–1999, 1999–2000 Art Ross Trophy (1) - Jamie Benn: 2014–2015 Conn Smythe Trophy (1) - Joe Nieuwendyk: 1998–1999 | Frank J. Selke Trophy - Jere Lehtinen: 1997–1998, 1998–1999, 2002–2003 Lester Patrick Trophy - Neal Broten: 1997–1998 Roger Crozier Saving Grace Award - Ed Belfour: 1999–00 - Marty Turco: 2000–2001, 2002–2003 William M. Jennings Trophy - Ed Belfour: 1998–1999 - Roman Turek: 1998–1999 |

## General manager
| - Bob Gainey, 1993–20021 - Doug Armstrong, 2002–2007 - Les Jackson & Brett Hull, 2007–2009 | - Joe Nieuwendyk, 2009–2013 - Jim Nill, 2013– |

## Tränare
| - Bob Gainey, 1993–1996 - Ken Hitchcock, 1996–20021 - Rick Wilson, 2002 - Dave Tippett, 2002–2009 - Marc Crawford, 2009–2011 - Glen Gulutzan, 2011–2013 | - Lindy Ruff, 2013–2017 - Ken Hitchcock, 2017–2018 - Jim Montgomery, 2018–2019 - Rick Bowness, 2019–2022 - Peter DeBoer, 2022–2025 - Glen Gulutzan, 2025– |

## Lagkaptener
| - Mark Tinordi, 1993–1995 - Neal Broten, 1995 (januari-februari) - Derian Hatcher, 1995–20031 | - Mike Modano, 2003–2006 - Brenden Morrow, 2006–2013 - Jamie Benn, 2013– |

1 Vann Stanley Cup med Stars.

## Statistik
Gemensam statistik för både Stars och Minnesota North Stars.

Uppdaterat efter 2011-12

### Poängledare
Topp tio för mest poäng i klubbens historia. Siffrorna uppdateras efter varje genomförd säsong.

Pos = Position; SM = Spelade matcher; M = Mål; A = Assists; P = Poäng; P/M = Poäng per match * = Fortfarande aktiv i laget ** = Fortfarande aktiv i NHL

#### Grundserie
| Spelare          | Pos | SM    | M   | A   | P    | P/M  |
| Mike Modano      | C   | 1,459 | 557 | 802 | 1359 | .919 |
| Neal Broten      | C   | 992   | 274 | 593 | 867  | .87  |
| Brian Bellows    | VF  | 753   | 342 | 380 | 472  | .95  |
| Dino Ciccarelli  | HF  | 602   | 332 | 319 | 651  | 1.08 |
| Bobby Smith      | C   | 572   | 185 | 369 | 554  | .96  |
| Sergej Zubov     | B   | 839   | 111 | 438 | 549  | .65  |
| Dave Gagner      | C   | 609   | 247 | 287 | 534  | .87  |
| Brenden Morrow** | VF  | 829   | 243 | 285 | 528  | .63  |
| Jere Lehtinen    | HF  | 875   | 243 | 271 | 514  | .58  |
| Bill Goldsworthy | HF  | 670   | 267 | 239 | 506  | .75  |

#### Slutspel
| Spelare         | Pos | SM  | M  | A  | P   | P/M  |
| Mike Modano     | C   | 174 | 58 | 87 | 145 | .83  |
| Brian Bellows   | VF  | 81  | 34 | 49 | 83  | 1.02 |
| Neal Broten     | C   | 115 | 28 | 51 | 79  | .68  |
| Bobby Smith     | C   | 77  | 26 | 50 | 76  | .98  |
| Sergej Zubov    | B   | 114 | 15 | 57 | 72  | .63  |
| Steve Payne     | VF  | 71  | 35 | 35 | 70  | .98  |
| Dino Ciccarelli | HF  | 62  | 28 | 23 | 51  | .82  |
| Jere Lehtinen   | HF  | 108 | 27 | 22 | 49  | .45  |
| Brad Maxwell    | B   | 58  | 10 | 39 | 49  | .84  |
| Dave Gagner     | C   | 51  | 22 | 24 | 46  | .90  |

## Svenska spelare
För svenska spelare som har spelat för Minnesota North Stars, se Minnesota North Stars.
Uppdaterat: 2017-04-18
| Målvakter             | Målvakter | Målvakter | Målvakter | Målvakter | Målvakter | Målvakter  | Målvakter | Målvakter | Målvakter | Målvakter | Målvakter | Målvakter | Målvakter  | Målvakter | Målvakter | Målvakter | Målvakter | Målvakter   |
| Spelare               | Nr        | Från      | Till      | Matcher¹  | Vinster¹  | Förluster¹ | Övertid¹  | GAA¹      | SVS%¹     | Nollor¹   | Matcher²  | Vinster²  | Förluster² | Övertid²  | GAA²      | SVS%²     | Nollor²   | Stanley Cup |
| --------------------- | --------- | --------- | --------- | --------- | --------- | ---------- | --------- | --------- | --------- | --------- | --------- | --------- | ---------- | --------- | --------- | --------- | --------- | ----------- |
| Johan Hedberg         | 1         | 2005      | 2006      | 19        | 12        | 4          | 1         | 2,67      | .898      | 0         | 0         | 0         | 0          | 0         | 0,00      | .000      | 0         | 0           |
| Johan Holmqvist       | 40        | 2008      | 2008      | 2         | 1         | 0          | 0         | 3,75      | .875      | 0         | 0         | 0         | 0          | -         | 0,00      | .000      | 0         | 0           |
| Christopher Nihlstorp | 41        | 2012      | 2014      | 6         | 1         | 3          | 1         | 3,27      | .890      | 0         | 0         | 0         | 0          | -         | 0,00      | .000      | 0         | 0           |
| Jhonas Enroth         | 1         | 2014      | 2015      | 13        | 5         | 5          | 0         | 2,38      | .906      | 0         | 0         | 0         | 0          | -         | 0,00      | .000      | 0         | 0           |

| Utespelare         | Utespelare | Utespelare | Utespelare | Utespelare | Utespelare | Utespelare | Utespelare | Utespelare | Utespelare | Utespelare | Utespelare | Utespelare | Utespelare | Utespelare | Utespelare | Utespelare  |
| Spelare            | Pos        | Nr         | K/A        | Från       | Till       | Matcher¹   | Mål¹       | Assists¹   | Poäng¹     | PIM¹       | Matcher²   | Mål²       | Assists¹   | Poäng²     | PIM²       | Stanley Cup |
| ------------------ | ---------- | ---------- | ---------- | ---------- | ---------- | ---------- | ---------- | ---------- | ---------- | ---------- | ---------- | ---------- | ---------- | ---------- | ---------- | ----------- |
| Ulf Dahlén         | C,HF       | 22,11      |            | 1993 2002  | 1994 2003  | 128        | 36         | 58         | 94         | 24         | 11         | 1          | 3          | 4          | 0          | 0           |
| Per-Erik Eklund    | C          | 6          |            | 1994       | 1994       | 5          | 2          | 1          | 3          | 2          | 9          | 0          | 3          | 3          | 4          | 0           |
| Tommy Sjödin       | B          | 33         |            | 1994       | 1994       | 7          | 0          | 2          | 2          | 4          | 0          | 0          | 0          | 0          | 0          | 0           |
| Mathias Tjärnqvist | VF         | 23, 17     |            | 2003       | 2007       | 69         | 4          | 8          | 12         | 24         | 0          | 0          | 0          | 0          | 0          | 0           |
| Loui Eriksson      | HF         | 21         | A          | 2006       | 2013       | 501        | 150        | 207        | 357        | 114        | 22         | 4          | 5          | 9          | 8          | 0           |
| Nicklas Grossmann  | B          | 2          |            | 2006       | 2012       | 333        | 3          | 38         | 41         | 170        | 18         | 1          | 1          | 2          | 6          | 0           |
| Joel Lundqvist     | C          | 39         |            | 2006       | 2009       | 134        | 7          | 19         | 26         | 56         | 24         | 4          | 5          | 9          | 14         | 0           |
| Mattias Norström   | B          | 4          |            | 2007       | 2008       | 80         | 2          | 13         | 15         | 48         | 25         | 2          | 3          | 5          | 16         | 0           |
| Fabian Brunnström  | VF         | 96         |            | 2008       | 2011       | 99         | 19         | 21         | 40         | 18         | 0          | 0          | 0          | 0          | 0          | 0           |
| Tom Wandell        | C          | 23         |            | 2008       | 2013       | 229        | 20         | 23         | 43         | 52         | 0          | 0          | 0          | 0          | 0          | 0           |
| John Klingberg     | B          | 3          | A          | 2011       | 2022       | 552        | 71         | 303        | 374        | 213        | 59         | 7          | 28         | 35         | 48         | 0           |
| Patrik Nemeth      | B          | 37, 15     |            | 2013       | 2017       | 108        | 0          | 14         | 14         | 50         | 6          | 0          | 0          | 0          | 12         | 0           |
| Mattias Janmark    | C          | 13         |            | 2015       | 2020       | 297        | 46         | 63         | 109        | 76         | 45         | 4          | 12         | 16         | 48         | 0           |
| Johnny Oduya       | C          | 23         |            | 2015       | 2017       | 119        | 5          | 23         | 48         | 36         | 13         | 1          | 2          | 3          | 2          | 0           |
| Nils Lundqvist     | B          | 5          |            | 2022       |            |            |            |            |            |            |            |            |            |            |            |             |
| Jacob Peterson     | C          | 40         |            | 2021       | 2023       | 66         | 12         | 5          | 17         | 12         | 3          | 0          | 0          | 0          | 0          | 0           |
| Fredrik Olofsson   | VF         | 42         |            | 2022       | 2023       | 28         | 1          | 3          | 4          | 2          | 0          | 0          | 0          | 0          | 0          |             |
| Fredrik Karlström  | C          | 51         |            | 2021       | 2023       | 8          | 0          | 1          | 1          | 0          | 0          | 0          | 0          | 0          | 0          |             |
| Oskar Bäck         | C          | 10         |            | 2024       | -          |            |            |            |            |            |            |            |            |            |            |             |

¹ = Grundserie
² = Slutspel
Övertid = Vunnit matcher som har gått till övertid. | GAA = Insläppta mål i genomsnitt | SVS% = Räddningsprocent | Nollor = Hållit nollan det vill säga att motståndarlaget har ej lyckats göra mål på målvakten under en match. | K/A = Om spelare har varit lagkapten och/eller assisterande lagkapten | PIM = Utvisningsminuter

## Första draftval
För förstarundsval för Minnesota North Stars, se Minnesota North Stars.
| - 1993: Todd Harvey (Stars, Rangers, Sharks, Oilers) (1994–2004, 2005–2006, HF) Vald som nummer nio. - 1994: Jason Botterill (Stars, Thrashers, Flames, Sabres) (1997–00, 2001–04, VF) Vald som nummer 20. - 1995: Jarome Iginla (Flames, Penguins, Bruins, Avalanche, Kings) (1996–, HF) Vald som nummer elva. - 1996: Richard Jackman (Stars, Bruins, Maple Leafs, Penguins, Panthers, Ducks) (1999–2007, B) Vald som nummer fem. - 1997: Brenden Morrow (Stars, Penguins, Blues, Lightning) (1999–2015, VF) Vald som nummer 25. - 1998: Stars saknade val i första rundan. - 1999: Stars saknade val i första rundan. - 2000: Steve Ott (Stars, Sabres, Blues, Red Wings, Canadiens) (2002–, C) Vald som nummer 25. - 2001: Jason Bacashihua (Blues) (2005–2007, MV) Vald som nummer 26. - 2002: Martin Vágner (Har ännu inte spelat i NHL.) (, B) Vald som nummer 26. - 2003: Stars saknade val i första rundan. - 2004: Mark Fistric (Stars, Oilers, Ducks) (2007–2015, B) Vald som nummer 28. - 2005: Matt Niskanen (Stars, Penguins, Capitals) (2007–, B) Vald som nummer 28. | - 2006: Ivan Vishnevskiy (Stars) (2008–2010, B) Vald som nummer 27. - 2007: Stars saknade val i första rundan. - 2008: Stars saknade val i första rundan. - 2009: Scott Glennie (Stars) (2011–, HF) Vald som nummer åtta. - 2010: Jack Campbell (Stars, Kings) (2013–, MV) Vald som nummer elva. - 2011: Jamie Oleksiak (Stars) (2013–, B) Vald som nummer 14. - 2012: Radek Faksa (Stars) (2015–, C) Vald som nummer 13. - 2013: Valerij Nitjusjkin (Stars) (2013–2016, VF) Vald som nummer tio. - 2013: Jason Dickinson (Stars) (2016–, C) Vald som nummer 29. - 2014: Julius Honka (Stars) (2016–, B) Vald som nummer 14. - 2015: Denis Gurjanov (Stars) (2017–, HF) Vald som nummer tio. - 2016: Riley Tufte (Har ännu inte spelat för Stars.) (, VF) Vald som nummer 25. |